# O Ječmínkovi
O Ječmínkovi je česká televizní pohádka z roku 2003 natočená režisérem Milanem Cieslarem podle pověsti o Ječmínkovi. Film se natáčel v létě 2002.

## Obsazení
| Petr Vondráček     | Jan                                      |
| Ester Geislerová   | Marína                                   |
| Anna Cónová        | víla Plevelice, babka kořenářka          |
| Kamila Magálová    | Dobrá víla polí (dabing Ilona Svobodová) |
| Radim Drexler      | Ječmínek (dabing Marek Cieslar)          |
| Linda Rybová       | komtesa                                  |
| Ivana Stejskalová  | víla chrpka (dabing Jana Štvrtecká)      |
| Jana Bernášková    | Andréska                                 |
| Jan Maléř          | Hynek                                    |
| Petr Štěpán        | hrabě Radslav                            |
| Pavel Rímský       | Správčí                                  |
| Dušan Škubal       | dráb Hlavizna                            |
| Stanislav Šárský   | Biskup                                   |
| Veronika Forejtová | Vařéková                                 |
| František Řehák    | Vařéka                                   |
| Vladislav Georgiev | krejčí                                   |
| Václav Luks        |                                          |